# Marat (Frankrijk)
Marat is een gemeente in het Franse departement Puy-de-Dôme (regio Auvergne-Rhône-Alpes). De plaats maakt deel uit van het arrondissement Ambert. Marat telde op 1 januari 2022 805 inwoners.

## Geografie
De oppervlakte van Marat bedroeg op 1 januari 2022 30,1 vierkante kilometer; de bevolkingsdichtheid was toen 26,7 inwoners per km².

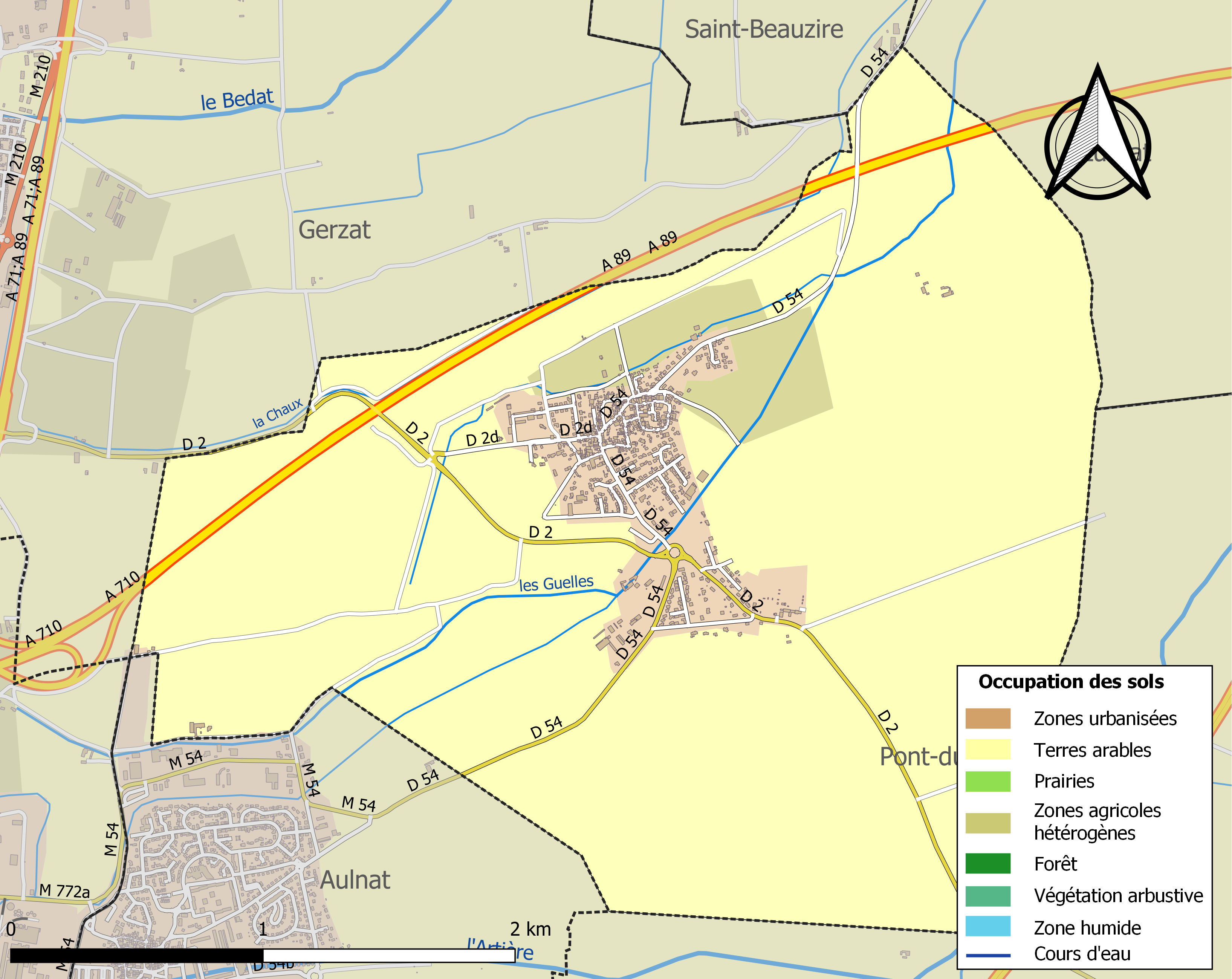
Kaart van de gemeente met belangrijkste infrastructuur, bodemgebruik en omliggende gemeenten

## Demografie
Onderstaande figuur toont het verloop van het inwonertal (bron: INSEE-tellingen).